# 陳君宜 (香港模特兒)
陳君宜（英語：Qinnie Chen Kwan Yee，1978年3月5日—），出生於香港，是香港模特兒及商界人士，時裝店Ballet和Zeuz時裝網站創辦人暨Zeuz行政總裁、曾是李徐子淇同期出道的模特兒一眾好友陳君宜（Qinnie）等；至2010年2月，陳君宜與玩具商人鄭躬明結婚。2015年2月23日，陳君宜在養和醫院剖腹產下兒子鄭嵐升（Ayden）。

## 外部連結
（页面存档备份，存于）
- www.zeuz.com.hk （页面存档备份，存于）
- 名人戰商界——網上時裝店國際化 陳君宜諗計擴大生意額 頭條日報